# ATP-Citrat-Lyase
ATP-Citrat-Lyase (auch: ATP-Citrat-Synthase) ist das Enzym, das im Zytosol eukaryotischer Zellen eine Acetylgruppe von Citrat auf Coenzym A überträgt, woraus unter anderem Acetyl-CoA resultiert. Dies ist der zweite Reaktionsschritt im Citrat-Shuttle, welches notwendig ist, um das bei der oxidativen Decarboxylierung produzierte Acetyl-CoA aus den Mitochondrien herauszubefördern. Diese Prozesse sind Teil des Energiestoffwechsels in allen Eukaryoten.
Das erzeugte Acetyl-CoA ist Ausgangsstoff für die im Zytosol stattfindende Lipogenese.
Hypocitraturie ist eine Ursache für Nierensteine und kann eine überhöhte Aktivität der ATP-Citrat-Lyase in Urin-Leukozyten als Ursache haben, wie in einer thailändischen Studie festgestellt. Nahrungsumstellung oder Kaliumcitrat-Supplementation sind mögliche Therapien. ATP-Citrat-Lyase ist ein mögliches Target für die Bekämpfung von Krebs. Ein Inhibitor der ATP-Citrat-Lyase, Bempedoinsäure, hat in einer Phase 3-Studie den LDL-Spiegel in einer Kombinationstherapie mit Statinen weiter gesenkt als Statine allein. Die Marktzulassung unter dem Namen Nilemdo erfolgte in der EU im April 2020.

## Katalysierte Reaktion
+ CoA-SH + ATP ⇒
 ⇒ +  + ADP + Pi
Ein Acetylrest wird unter ATP-Verbrauch von Citrat auf CoA übertragen: es entsteht Oxalacetat und Acetyl-CoA.